# Детска Евровизия 2011
Детска Евровизия 2011 (на английски: Junior Eurovision Song Contest; на арменски: Մանկական Եվրատեսիլ 2011 երգի մրցույթ) – деветото издание на Детската Евровизия, проведено в столицата на Армения – Ереван. За първи път конкурсът се провежда в страната победител от предходната година, тъй като през 2010 в Минск триумфира арменецът Владимир Арзуманян с песента „Мама“.
Първото място за втори път в историята на конкурса е заето от Грузия с песента „Candy music“ на момичешката група „Кенди“. Сърбия се отказва поради финансови затруднения, а Малта не участва на конкурса заради ниските резултати от предходни години. България се завръща след двегодишно прекъсване на конкурса.
Ереван е избран за домакин в конкуренция с Швеция, Русия, Нидерландия и Беларус. За място на провеждане е избран спортно-концертният комплекс „Карен Демирчан“

## Участници
| №  | Страна            | Език                 | Изпълнител/и       | Песен                | Точки | Място |
| -- | ----------------- | -------------------- | ------------------ | -------------------- | ----- | ----- |
| 01 | Русия             | руски                | Katya Ryabova      | „Romeo & Juliet“     | 99    | 3     |
| 02 | Латвия            | латвийски            | Amanda Bašmakova   | „Moondog“            | 31    | 12    |
| 03 | Молдова           | английски, румънски  | Lerika             | „No, No“             | 78    | 6     |
| 04 | Армения (домакин) | английски, арменски  | Dalita             | „Welcome to Armenia“ | 85    | 5     |
| 05 | България          | български            | Иван Иванов        | „Superhero“          | 60    | 8     |
| 06 | Литва             | литовски             | Paulina Skrabytė   | „Debesys“            | 53    | 10    |
| 07 | Украйна           | английски, украински | Kristall           | „Європа“             | 42    | 11    |
| 08 | Северна Македония | македонски           | Dorijan Dlaka      | „Жими овој фрак“     | 31    | 12    |
| 09 | Нидерландия       | нидерландски         | Rachel             | „Teenager“           | 103   | 2     |
| 10 | Беларус           | руски                | Lidiya Zablotskaya | „Ангелы добра“       | 99    | 3     |
| 11 | Швеция            | шведски              | Erik Rapp          | „Faller“             | 57    | 9     |
| 12 | Грузия            | грузински            | Candy              | „Candy Music“        | 108   | 1     |
| 13 | Белгия            | нидерландски         | Femke              | „Een kusje meer“     | 64    | 7     |